# Підводні човни типу «Тенг»
| ПЧ типу «Тенг»             | ПЧ типу «Тенг»                                                  | ПЧ типу «Тенг»                                                  |
| -------------------------- | --------------------------------------------------------------- | --------------------------------------------------------------- |
| Tang-class submarine       |                                                                 |                                                                 |
|                            |                                                                 |                                                                 |
| Човен «Gudgeon»            |                                                                 |                                                                 |
| Під прапором               | США                                                             | США                                                             |
| Спуск на воду              | 1949—1952 рр (6 човнів)                                         | 1949—1952 рр (6 човнів)                                         |
| Виведений зі складу флоту  | 1973—2004 рр                                                    | 1973—2004 рр                                                    |
| Сучасний статус            | 4 утилізовані, 2 стали музеями                                  | 4 утилізовані, 2 стали музеями                                  |
| Проєкт                     |                                                                 |                                                                 |
| Розробник проєкту          | Electric Boat, Portsmouth Naval Shipyard.                       | Electric Boat, Portsmouth Naval Shipyard.                       |
| Основні характеристики     |                                                                 |                                                                 |
| Швидкість (надводна)       | 15 вузлів (28,7 км/год)                                         | 15 вузлів (28,7 км/год)                                         |
| Швидкість (підводна)       | 18,3 вузлів (33,9 км/год)                                       | 18,3 вузлів (33,9 км/год)                                       |
| Гранична глибина занурення | 210 м                                                           | 210 м                                                           |
| Автономність плавання      | 75 днів (18,5 000 км ходу)                                      | 75 днів (18,5 000 км ходу)                                      |
| Екіпаж                     | 83 осіб                                                         | 83 осіб                                                         |
| Розміри                    |                                                                 |                                                                 |
| Довжина найбільша (по КВЛ) | 92 м                                                            | 92 м                                                            |
| Ширина корпусу найб.       | 8,2 м                                                           | 8,2 м                                                           |
| Середня осадка (по КВЛ)    | 5,2 м                                                           | 5,2 м                                                           |
| Озброєння                  |                                                                 |                                                                 |
| Торпедно- мінне озброєння  | 6 носових і 2 кормових ТА калібру 21 дюймів — 533 мм, 24 торпед | 6 носових і 2 кормових ТА калібру 21 дюймів — 533 мм, 24 торпед |
| Зображення на Вікісховищі  |                                                                 |                                                                 |

Підводні човни типу «Тенг» (англ. Tang-class submarine) — 6 експериментальних підводних човнів ВМС США, котрі були продовженням вдосконалення човнів типу «Тенч». І вони були попередниками човнів типу «Наутілус». Несли службу у 1951—1983 рр. Використовувався для випробування низькочастотного пасивного локатора BQR-4

## Конструкція
Одним з перших нововведень, включених в ці човни був в легкому, компактному, високо-обертовому двигуні General Motors 16-338. Він відрізнявся від класичних дизельних двигунів, використовуваних майже в усі попередні підводних човнах, котрі були з горизонтальним колінчастим валами і з двом рядами по 8-циліндрів, цей новий двигун мав вертикальний колінчастий вал і 10 циліндрів були розташовані радіально, як в авіаційному двигуні. Чотири з них 13½ футів заввишки (4,1 м), вагою у вісім тон, могли бути встановленими в одному машинному відділенні, тим самим звільняючи весь інший відсік.
Будівництво та поставка двигунів відбулися без значних труднощів, але коли човни вийшов в море на початку 1950-х виявилося, що нові двигуни не є добрими у викоритсанні. Через їхню компактну будову їх було важко обслуговувати, а також вони, як правило, мали витік оливи в їхні електрогенератори. 1956 року Військово-морський флот вирішив замінити ці радіальні двигуни. Для розміщення традиційних двигунів, човни повинні були бути збільшеними на близько дев'яти футів в машинному відділенні. Відповідно, в 1957—1958 рр перші чотири човни було збільшено, а 1967 року й два останні, ставши довшими на 7-9 метрів, ще і для того аби розмістити нового пасивного гідролокатора.
Шість носових торпедних апаратів на тих човнах вже використовували тиск води задля запуску торпед, а не стиснене повітря, як в попередніх конструкціях. Це нововведення створювало менше шумів і не випускало повітряного пузиря, тому була використана в усіх наступних конструкціях підводних човнів усім світом.

## Озброєння

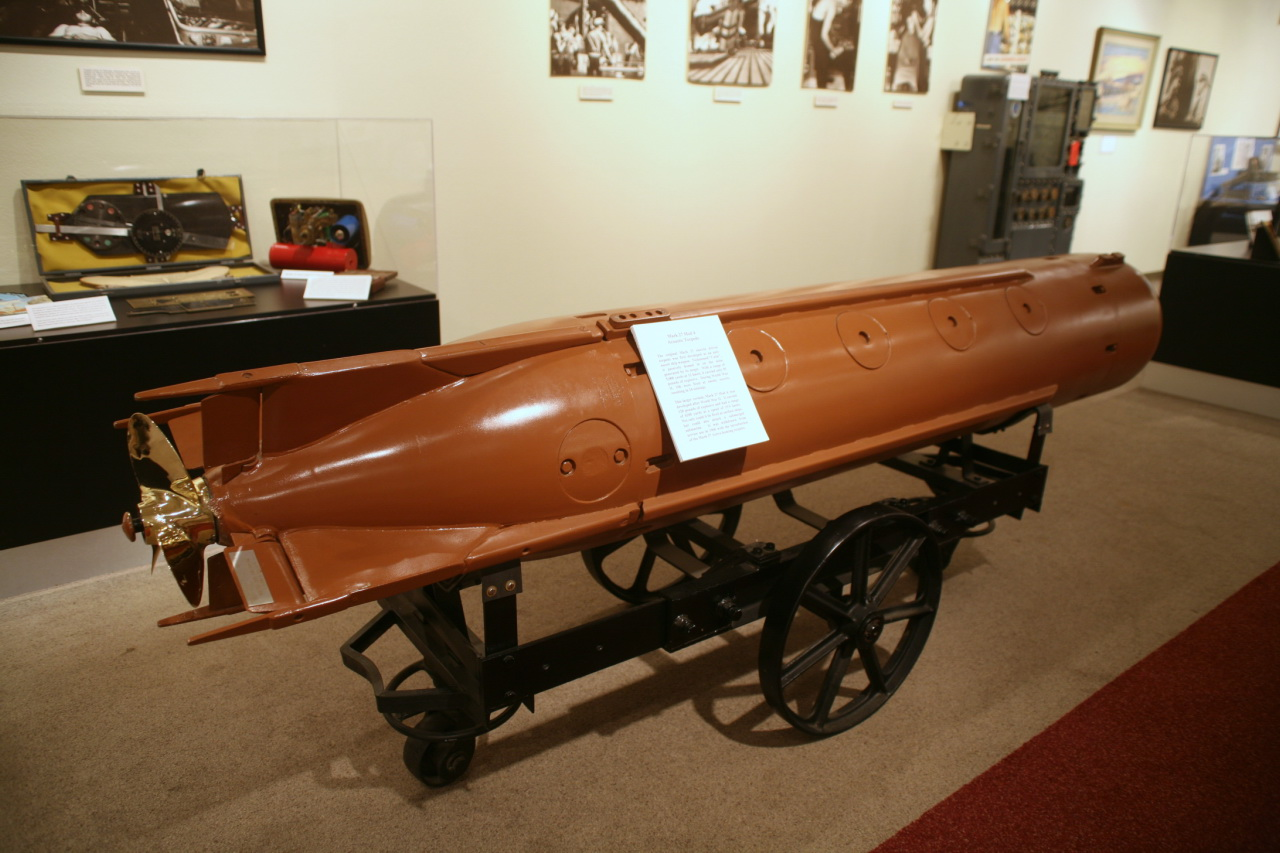
ПЧО торпеда із акустичним наведенням Mark 27 Mod 4. Основна ПЧО торпеда американських підводних човнів 1946-1960 років

Спочатку кораблі були озброєні 22 торпедами Mark 27 Mod 4, базову модель яких було прийнято на озброєння 1944 року як зброю, призначену для протидії кораблям супроводу. Версія цих торпед «Модель 4» стала першою американською підводною торпедою, здатною атакувати підводні човни супротивника. Пізніше торпеди Mk 27 Mod 4 для човнів типу «Тенг» було замінено торпедами Mk 37. У деяких дослідженнях вказується, що човни цього типу могли нести 26 торпед, з котрих тільки 22 були бойовими, а інші чотири були відволікальними, призначені для введення в оману противника та його зброї. 6 торпед трималися в пускових установках, решта 16 залишалися в запасі. Носова частина човнів була оснащена шістьма 533 мм торпедними апаратами Mark 43, на кормі знаходилися дві менші пускові установки Mark 45 розміром 12×120 дюймів (304×3048 мм). Човни «Траут» і «Гардер» були оснащені пусковими установками Mark 45 і Mark 46 відповідно.

## Представники
| Назва     | Завод                     | Закладено  | Спущено на воду | Передано флоту | Виведено з флоту                                                                            | Утилізовано               |
| --------- | ------------------------- | ---------- | --------------- | -------------- | ------------------------------------------------------------------------------------------- | ------------------------- |
| «Тенг»    | Portsmouth Naval Shipyard | 16.05.1947 | 18.04.1949      | 19.06.1951     | 8.02.1980 передано Туреччині, де отримав назву Pirireis (S-343) і служив до 08.2004         | було перетворено на музей |
| «Тріггер» | Electric Boat             | 24.02.1949 | 14.07.1951      | 31.04.1952     | 2.07.1973 передано Італії, де отримав назву Livio Piomarta (S-515)                          | 28.02.1986                |
| «Ваху»    | Portsmouth Naval Shipyard | 24.10.1949 | 16.10.1951      | 30.05.1952     | 27.06.1980                                                                                  | 15.07.1983                |
| «Траут»   | Electric Boat             | 14.05.1948 | 21.08.1951      | 27.06.1952     | 19.12.1978                                                                                  | 19.12.1978                |
| «Гаджеон» | Portsmouth Naval Shipyard | 20.05.1950 | 11.06.1952      | 21.11.1952     | 30.09.1983 і передано Туреччині, де отримав назву «Hızırreis (S-342)» і служив до 4.02.2004 | став музеєм 4.02.2004     |
| «Гардер»  | Electric Boat             | 30.06.1950 | 3.12.1951       | 19.08.1952     | 31.01.1974 і було передано Італії, де отримав назву «Ромео Ромеї»                           | 31.05.1988                |

## Музеї
Два човни цього типу, «Тенг» і «Гаджеон», збереглися як музейні кораблі в Туреччині.